# Robots (phim 2005)
Thành Phố Robot (tiếng Anh: Robots) là một bộ phim hài phiêu lưu hoạt hình máy tính của Mỹ năm 2005 do Blue Sky Studios sản xuất và được phân phối bởi 20th Century Fox. Nó được đạo diễn bởi Chris Wedge và được sản xuất bởi Jerry Davis, William Joyce, và John C. Donkin, và đóng vai chính của Ewan McGregor, Robin Williams, Greg Kinnear, Halle Berry, Mel Brooks, Jim Broadbent, Amanda Bynes và Drew Carey.
Bộ phim được phát hành vào ngày 11 tháng 3 năm 2005 và thu về 260,7 triệu đô la với ngân sách 75 triệu đô la

## Cốt truyện
Trong một thế giới đông dân bởi những robot tình cảm, Rodney Copperbottom là một nhà phát minh trẻ đầy tham vọng từ Rivet Town, người thần tượng Bigweld, một doanh nhân và nhà từ thiện có công ty cung cấp robot với các sản phẩm từ thiết bị hàng ngày đến phụ tùng. Theo ví dụ của Bigweld để "thấy nhu cầu, đáp ứng nhu cầu", Rodney tạo ra Wonderbot để hỗ trợ người cha rửa chén Herb của mình. Khi người giám sát của Herb đối mặt với họ, Wonderbot hoảng loạn và tàn phá trong bếp, khiến Herb mắc nợ. Để giúp Herb trả tiền bồi thường thiệt hại, Rodney quyết định chuyển đến Thành phố Robot, với hy vọng giới thiệu Wonderbot cho Bigweld Industries để có được một công việc ở đó; Bất chấp sự phản đối từ mẹ Lydia, Herb khuyến khích Rodney theo đuổi ước mơ của mình, khi anh từ bỏ tham vọng âm nhạc của mình cho công việc rửa chén bát an toàn hơn. Khi đến thành phố Robot, Rodney bị Phineas T. Ratchet, người chỉ huy thứ hai của Bigweld loại ra khỏi Bigweld, người đã vắng mặt trong Bigweld, đã ngừng sản xuất phụ tùng thay vì "Nâng cấp" đắt tiền, do đó những người máy không thể hoặc từ chối trả tiền cho họ. Mẹ của Ratchet, Madame Gasket, điều hành Chop Shop, một cơ sở thu gom phế liệu và phụ tùng bằng xe tải Sweeper và nấu chảy chúng để tạo ra bản Nâng cấp.
Rodney gặp ne'er-do-wellFender Pinwheeler trong hoàn cảnh kém thân thiện; Sau khi sửa cổ Fender, anh được Fender và những người bạn đồng hành của anh, gọi chung là "Rusties": chị gái Piper, Crank, Lugnut, Diesel và mẹ nội trú của họ, dì Fanny. Sức mạnh cơ học của Rodney lan rộng, và anh được ca ngợi như một anh hùng địa phương sau khi anh và Rusties sửa chữa các khu vực lân cận, mặc dù cuối cùng họ không thể đáp ứng nhu cầu do thiếu phụ tùng. Rodney cũng nhận được tin rằng Herb đang rất cần các bộ phận thay thế. Với hy vọng tranh thủ sự giúp đỡ của Bigweld, Rodney và Fender tham dự Bigweld Ball (nơi anh được cho là xuất hiện), chỉ để Ratchet thông báo rằng anh sẽ không tham dự. Tức giận, Rodney công khai mắng Ratchet, người ra lệnh cho đội an ninh của anh ta loại bỏ anh ta. Cappy,
Fender bị một Sweeper bắt giữ và đưa đến Chop Shop, nơi anh ta phát hiện ra kế hoạch của Gasket và Ratchet để sử dụng một đội tàu Super-Sweepers được vũ trang mạnh mẽ để tiêu diệt tất cả những kẻ bị ruồng bỏ trong thành phố và trốn thoát. Trong khi đó, Rodney và Cappy bay đến biệt thự của Bigweld, nơi Rodney đối đầu với Bigweld, cầu xin anh ta quay trở lại Bigweld Industries. Một Bigweld bất mãn tiết lộ rằng lòng tham và ý thức kinh doanh của Ratchet đã chiến thắng chủ nghĩa lý tưởng của anh ta trong việc quản lý Bigweld Industries và yêu cầu Rodney rời đi. Rodney gọi điện cho bố mẹ, dự định trở về Rivet Town, nhưng Herb thuyết phục anh ở lại. Khi Rusties đến để chào tạm biệt Rodney, Fender tiết lộ âm mưu của Gasket và Ratchet; Rodney tập hợp Cappy và Rusties để ngăn chặn họ. Họ sớm được tham gia bởi Bigweld, người đã lấy lại quyết tâm của mình, đã nhận ra rằng anh ta có ý nghĩa như thế nào với Rodney.
Cả nhóm quay trở lại Bigweld Industries nơi Bigweld bắn Ratchet, nhưng Ratchet đánh anh ta bất tỉnh. Rodney, Cappy và Rusties (người đã bỏ lại Piper và dì Fanny vì sự an toàn của họ) giải cứu Bigweld, nhưng Ratchet chặn họ lại và đuổi theo họ về phía Chop Shop, nơi Bigweld thả chiếc xe tải nam châm của họ và lăn vào khu vực chế biến. Sau khi tạo ra vũ khí ngẫu hứng và "nâng cấp" từ các bộ phận phế liệu, Rodney, Cappy và Rusties đối đầu với Gasket trước khi cô có thể làm tan chảy anh ta trong lò của mình. Bị áp đảo bởi các công nhân của Gasket, Piper và dì Fanny tham gia cùng họ với một đội quân xuất chúng. Cappy, Rusties và outmodes chiến đấu với các công nhân trong khi Wonderbot đấu tay đôi với Gasket, người bị phá hủy khi cô rơi vào lò lửa của chính mình; Rodney và Bigweld bất động Super-Sweepers và đánh bại Ratchet, phá hủy bản nâng cấp của mình trong quá trình này. Kiểm soát Bigweld Industries một lần nữa, Bigweld hứa hẹn sẽ cung cấp phụ tùng thay thế cho mọi người.
Sau đó, Bigweld tổ chức một buổi lễ công khai tại Rivet Town, nơi ông đề cử Rodney làm người chỉ huy thứ hai mới và người kế vị cuối cùng của mình. Rodney cung cấp cho Herb các bộ phận thay thế mới; như một món quà cuối cùng cảm ơn anh ấy vì đã tin tưởng vào anh ấy, anh ấy đã tặng anh ấy một nhạc cụ giống như trombone để thực hiện ước mơ làm nhạc sĩ của mình. Sau khi bắt đầu run rẩy, Herb dẫn dắt Rodney, Cappy, Rusties, Bigweld và người dân thị trấn trong một màn trình diễn tuyệt vời của " Get Up Offa That Thing ".